# Limenitis seriphia
Limenitis seriphia är en fjärilsart som beskrevs av Felder 1867. Limenitis seriphia ingår i släktet Limenitis och familjen praktfjärilar. Inga underarter finns listade i Catalogue of Life.